# Филип Васков
Филип Васков - Славянски (Словянски или Славјански) е български, гръцки и югославски общественик от Западна Македония.

## Биография
Филип Васков е роден в костурското село Загоричани. По професия е гръцки учител. Затворен е в концлагер в Лариса и през август 1943 година е освободен оттам със застъпничеството на българските власти, като са му отпуснати 100 000 драхми за издръжка. Активен е по време на окупацията на Гърция от силите на Оста през Втората световна война в защита на местното българско население. Определен е за „български родолюбец“ и изпраща писма и доклади до българските военни власти в Битоля. Преследван е от гръцките власти, а след септември 1944 година е един от главните организатори на Славяномакедонския народоосвободителен фронт.